# Dublin County South (circonscription du Dáil)
Dublin County South est une ancienne circonscription électorale irlandaise. Elle permettait d'élire trois membres du Dáil Éireann, la chambre basse de l'Oireachtas, le parlement d'Irlande. L'élection se faisait suivant un scrutin proportionnel plurinominal avec scrutin à vote unique transférable.

## Députés
Note : Les colonnes de ce tableau sont utilisées uniquement à des fins de présentation et aucune importance ne doit être attachée à l'ordre des colonnes. Pour plus de détails sur l'ordre dans lequel les sièges ont été remportés à chaque élection, voir les résultats détaillés de cette élection.

## Élections

### Élections générales de 1977
| Parti                                                        | Parti              | Candidat      | Première préférence | %    | Siège | Comptage |
| ------------------------------------------------------------ | ------------------ | ------------- | ------------------- | ---- | ----- | -------- |
|                                                              | Fianna Fáil        | Niall Andrews | 6,956               | 19.9 | 1     |          |
|                                                              | Fine Gael          | John Kelly    | 5,355               | 15.3 | 2     |          |
|                                                              | Parti travailliste | John Horgan   | 4,673               | 13.4 | 3     |          |
|                                                              | Fianna Fáil        | Ruairí Brugha | 4,037               | 11.6 |       |          |
|                                                              | Fianna Fáil        | Jimmy Murphy  | 3,902               | 11.2 |       |          |
|                                                              | Sans étiquette     | Nuala Fennell | 3,426               | 9.8  |       |          |
|                                                              | Fine Gael          | Seán Barrett  | 3,331               | 9.5  |       |          |
|                                                              | Fine Gael          | Thomas Hand   | 2,258               | 6.5  |       |          |
|                                                              | Sans étiquette     | Myles Tierney | 962                 | 2.8  |       |          |
| 'Électorat : ? Valide : 34,900 Quota : 8,726 Participation : |                    |               |                     |      |       |          |

### Élections générales de 1973
| Parti                                                        | Parti              | Candidat      | Première préférence | %    | Siège | Comptage |
| ------------------------------------------------------------ | ------------------ | ------------- | ------------------- | ---- | ----- | -------- |
|                                                              | Fine Gael          | Richard Burke | 9,104               | 26.1 | 1     |          |
|                                                              | Fine Gael          | Larry McMahon | 3,627               | 10.4 | 2     |          |
|                                                              | Fianna Fáil        | Ruairí Brugha | 6,361               | 18.2 | 3     |          |
|                                                              | Fianna Fáil        | Jimmy Murphy  | 4,345               | 12.5 |       |          |
|                                                              | Parti travailliste | Mervyn Taylor | 3,083               | 8.8  |       |          |
|                                                              | Parti travailliste | Malachi Burke | 2,169               | 6.2  |       |          |
|                                                              | Aontacht Éireann   | Kevin Boland  | 2,142               | 6.2  |       |          |
|                                                              | Fine Gael          | Donal Lowry   | 2,103               | 6.0  |       |          |
|                                                              | Fianna Fáil        | Damien Murray | 1,950               | 5.6  |       |          |
| 'Électorat : ? Valide : 34,884 Quota : 8,722 Participation : |                    |               |                     |      |       |          |

### 1970 élection partielle
À la suite de la démission du député du Fianna Fáil Kevin Boland, une élection partielle a eu lieu le 2 décembre 1970. Le siège a été remporté par le candidat du Fine Gael, Larry McMahon.
| Parti                                                              | Parti              | Candidat          | Première préférence | %    | Siège | Comptage |
| ------------------------------------------------------------------ | ------------------ | ----------------- | ------------------- | ---- | ----- | -------- |
|                                                                    | Fine Gael          | Larry McMahon     | 9,549               | 38.3 | 1     |          |
|                                                                    | Fianna Fáil        | Jimmy Murphy      | 8,293               | 33.3 |       |          |
|                                                                    | Parti travailliste | Donal O'Sullivan  | 3,449               | 13.8 |       |          |
|                                                                    | Sans étiquette     | Joseph MacAnthony | 3,169               | 12.7 |       |          |
|                                                                    | Sans étiquette     | James Deegan      | 462                 | 1.9  |       |          |
| 'Électorat : 40,216 Valide : 24,922 Quota : 12,462 Participation : |                    |                   |                     |      |       |          |

### Élections générales de 1969
| Parti                                                        | Parti              | Candidat         | Première préférence | %    | Siège | Comptage |
| ------------------------------------------------------------ | ------------------ | ---------------- | ------------------- | ---- | ----- | -------- |
|                                                              | Fine Gael          | Tom O'Higgins    | 6,243               | 22.2 | 1     |          |
|                                                              | Fine Gael          | Richard Burke    | 3,623               | 12.9 | 2     |          |
|                                                              | Fianna Fáil        | Kevin Boland     | 5,441               | 19.3 | 3     |          |
|                                                              | Fianna Fáil        | Ruairí Brugha    | 3,338               | 11.9 |       |          |
|                                                              | Fine Gael          | Pearse Morris    | 2,344               | 8.3  |       |          |
|                                                              | Parti travailliste | Donal O'Sullivan | 2,300               | 8.2  |       |          |
|                                                              | Fianna Fáil        | Jimmy Murphy     | 2,224               | 7.9  |       |          |
|                                                              | Parti travailliste | Seán Fitzpatrick | 1,814               | 6.4  |       |          |
|                                                              | Parti travailliste | Thomas O'Brien   | 830                 | 3.0  |       |          |
| 'Électorat : ? Valide : 28,157 Quota : 7,040 Participation : |                    |                  |                     |      |       |          |